# Xestia rhaetica
Xestia rhaetica, auch Schweizer Bergwald-Erdeule genannt, ist ein Schmetterling (Nachtfalter) aus der Familie der Eulenfalter (Noctuidae).

## Merkmale

### Falter
Die Färbung der Vorderflügel variiert von hellgrau bis dunkelbraun. Ring- und Nierenmakel sind groß und treten ebenso wie ein schwarzer Wurzelstrich auffällig hervor. Die Hinterflügel sind grauweiß gefärbt und zeigen einen undeutlichen Mittelfleck.
Hauptmerkmale der folgenden Unterarten sind
- eine graubraune bis rotbraune Grundfärbung der Vorderflügel bei der Nominatform ssp. rhaetica, die eine Flügelspannweite von 38 bis 45 Millimetern aufweist[1] sowie
- eine dunklere, schokoladenbraune Farbe der Vorderflügel bei der ssp. norica.

### Raupe
Die Raupen haben eine graubraune Farbe, eine helle Rückenlinie, dunkel eingefasste Nebenrücken- und Seitenlinien sowie im hinteren Teil schwärzliche Keilflecke. Die Stigmen sind braungelb und schwarz umrandet.

### Ähnliche Arten
Eine große Ähnlichkeit besteht zu Xestia sincera, die meist etwas kleinere Makel zeigt. In Grenzfällen ist zur eindeutigen Zuordnung eine genitalmorphologische Untersuchung ratsam. Auch die graubraunen Formen der Bergwald-Bodeneule (Xestia speciosa) haben vergleichbare Zeichnungselemente, jedoch sind deren Ringmakel runder und kleiner.

## Verbreitung und Vorkommen
Die Art kommt im Norden Europas, so im mittleren Teil Fennoskandinaviens, in Nordrussland und weiter bis Sibirien vor. Außerdem ist sie in der Tatra und im Böhmerwald heimisch. In den Alpen bewohnt sie Höhenlagen zwischen 1000 und 2500 Metern, ist in Nordeuropa jedoch auch auf Meeresspiegelhöhe anzutreffen. Ein weiteres Vorkommensgebiet sind Regionen in der Nearktis. Hauptlebensraum von  Xestia rhaetica sind lichte Fichtenwälder mit Heidelbeerbewuchs.

## Lebensweise
Die überwiegend nachtaktiven Falter fliegen von Juli bis August in einer Generation im Jahr. Sie besuchen Blüten, künstliche Lichtquellen sowie Köder. Die Raupen sind ab August zu finden und überwintern, teilweise zweimal. Sie ernähren sich überwiegend von Heidelbeere (Vaccinium myrtillus).

## Gefährdung
Xestia rhaetica kommt in Deutschland nur in den bayerischen Alpen regelmäßig vor und wird auf der Roten Liste gefährdeter Arten als Art mit geographischer Restriktion geführt. Ein Einzelfund wurde aus dem Thüringer Wald gemeldet.